# Akira Masaoka
Akira Masaoka (正岡昭, Masaoka Akira), né à Osaka en 1930 et mort en 2014, était un chirurgien thoracique et compositeur japonais. Il est à l'origine de la classification anatomopathologique des thymomes la plus utilisée dans le monde.
Akira Masaoka pratiqua d'abord la chirurgie thoracique à l'École de médecine universitaire d'Osaka, et décrit sa classification des thymomes en 1981. Il devint plus tard directeur de l'hôpital universitaire de la ville de Nagoya, qu'il quitta en 1996. Cette même année, il devint professeur émérite, puis prit ensuite la direction de l'hôpital central de Kenporen Osaka. Il fut président plusieurs sociétés savantes, au rang desquelles l'Association japonaise de chirurgie thoracique, la Société japonaise du cancer du poumon et la Société japonaise de bronchologie.
Un prix portant son nom, le prix Masaoka, est décerné par le International Thymic Malignancy Interest Group (Groupe d'intérêt international des néoplasies thymiques).
Sur le plan musical, Akira Masaoka était pianiste, chef d'orchestre et compositeur. Il a signé trois opéras, Shingen, Sokoku et Zeami, ainsi que deux recueils d'études.